# Fürsorgepflicht
Die Fürsorgepflicht ist die meist gesetzliche Pflicht von natürlichen oder juristischen Personen, für das Wohlergehen anderer Personen Sorge zu tragen.

## Allgemeines
Die Komposition setzt sich aus der freiwillig übernommenen Fürsorge und der gesetzlich hierfür erzwungenen Rechtspflicht zusammen. Konkret trifft die Fürsorgepflicht insbesondere im Arbeitsrecht die Arbeitgeber im Verhältnis zu ihren Arbeitnehmern, im Beamtenrecht die Dienstherren im Verhältnis zu den Beamten, im Wehrrecht die Dienstvorgesetzten gegenüber den Soldaten, im Elternrecht die Eltern
im Verhältnis zu ihren Kindern sowie im Schulrecht die Lehrer gegenüber ihren Schülern. Damit diese Fürsorge zu einer Rechtspflicht wird, ist sie in Gesetzen ausdrücklich geregelt. Eine Verletzung der Fürsorgepflicht führt daher zu Rechtsfolgen.

## Arten
Die Fürsorgepflicht ist in verschiedenen Rechtsgebieten jeweils für die betroffenen Normadressaten geregelt.

### Arbeitsrecht
In Deutschland ergibt sich die Fürsorgepflicht aus §§ 617 bis 619 BGB als Nebenpflicht aus dem Arbeitsverhältnis, die aus weiteren Gesetzen ergänzt wird (z. B. Fürsorgepflicht des Arbeitgebers für den Handlungsgehilfen, § 62 HGB). Der Arbeitgeber ist danach gehalten, Arbeitsbedingungen zu schaffen, die jeden Beschäftigten vor Gefahren für Leib, Leben und Gesundheit schützen. Hierzu bestehen eine Reihe von gesetzlichen Schutzvorschriften, darunter Arbeitsstättenverordnung, Arbeitsschutzgesetz, Arbeitssicherheitsgesetz, Arbeitszeitgesetz, Arbeitszeitverordnung, Jugendarbeitsschutzgesetz, Mutterschutzgesetz sowie die Unfallverhütungsvorschriften (§ 15 SGB VII). Der Arbeitgeber ist verpflichtet, die erforderlichen Maßnahmen zum Schutz vor Benachteiligungen wegen eines in § 1 AGG genannten Grundes (Benachteiligungen aus Gründen der Rasse oder wegen der ethnischen Herkunft, des Geschlechts, der Religion oder Weltanschauung, einer Behinderung, des Alters oder der sexuellen Identität) zu treffen (§ 12 Abs. 1 AGG). Er hat sich im Rahmen des Arbeitsverhältnisses auch um den Schutz anderer Rechtsgüter des Arbeitnehmers (wie Ehre, Eigentum, Gleichbehandlung) zu kümmern.
Unabdingbar besteht eine Fürsorgepflicht des Dienstherrn für erkranktes Hauspersonal aus § 617 BGB. Die Fürsorgepflicht erstreckt sich zudem auf die Einhaltung öffentlich-rechtlicher Bestimmungen, besonders zur ordnungsgemäßen Entrichtung von Sozialabgaben. Der Arbeitgeber hat Räume oder Arbeitsmittel, die er zur Verrichtung der Dienste bereithält, so einzurichten und zu unterhalten, dass der Arbeitnehmer gegen Gefahr für Leben und Gesundheit geschützt ist (§ 618 Abs. 1 BGB).

### Ärzteschaft
Fürsorge und Selbstbestimmung prägen auch das ärztliche Handeln im medizinischen Kontext, wobei das Recht des Patienten auf Selbstbestimmung der Pflicht des Arztes zur ärztlichen Fürsorge gegenüber steht. Dabei kann die Fähigkeit zur Autonomie eingeschränkt sein, zum Beispiel bei Patienten mit kognitiven Problemen, oder durch faktische Hindernisse, wie eine fehlende Äußerungsmöglichkeit, sowie durch Krankheit oder Behinderung. Die Autonomiefähigkeit fehlt zum Beispiel vollständig bei Wachkomapatienten (siehe hierzu: Apallisches Syndrom), Bewusstseinsstörungen, schwerer Demenz oder gestörter Krankheitseinsicht.
Dem Recht des Patienten auf Selbstbestimmung steht die Pflicht des Arztes zur ärztlichen Fürsorge gegenüber. Die Fürsorgepflicht bezeichnet die ärztliche Sorge um das Wohlergehen seines Patienten. Rechtlich verankert ist sie im Berufsrecht, in der Bundesärzteordnung (BÄO) und in der (Muster-)Berufsordnung (MBO) für Ärzte, die als oberstes Gebot ärztlichen Handelns die Erhaltung und Wiederherstellung der Gesundheit des Patienten bestimmen (§ 1 Abs. 1 BÄO und § 1 Abs. 2 MBO). Hier steht man vor der Frage, bis wohin die fürsorgliche Entscheidung noch die Fähigkeit des Patienten zur Selbstbestimmung beachtet und ab wann sie die Grenze zur Bevormundung überschreitet.
```
Fallbeispiel
: Eine erwachsene, schwangere Patientin verlangt kurz vor der Geburt einen 
Kaiserschnitt
. Der Arzt sagt zu Recht, dass das Kind ohne Probleme durch den Geburtskanal zur Welt kommen kann. Muss er sich dem Willen der Patientin beugen?
Hier verlangt eine einsichtsfähige, volljährige Patientin einen Eingriff in ihren Körper, der zwar nicht zwingend notwendig ist, für den aber auch keine 
Kontraindikation
 vorliegt. Die Schwangere darf selbst darüber entscheiden, was mit ihrem Körper geschieht. Die Verfügungsgewalt über den eigenen Körper gehören in Deutschland juristisch gesehen zum Recht auf Selbstbestimmung, das durch das allgemeine 
Persönlichkeitsrecht
 und das Recht auf körperliche Unversehrtheit von unserer Verfassung verbürgt ist. Das Verlangen eines Kaiserschnitts rechtfertigt die Körperverletzung, die der Arzt begeht, wenn er den Kaiserschnitt durchführt. Die Einwilligung der Schwangeren, die in diesem Verlangen steckt, führt zur Straffreiheit des Arztes. Er kann den Kaiserschnitt durchführen. Besteht dagegen aber bei einer natürlichen Geburt keine Gefahr für das Kind, während der Kaiserschnitt mit erheblichen Risiken für die Gesundheit der Schwangeren verbunden ist, so besteht keine Verpflichtung des Arztes, den Kaiserschnitt zwangsweise vorzunehmen.
[
1
]
```

### Beamtenrecht
Im Beamtenrecht ist der Dienstherr gehalten, im Rahmen des Dienst- und Treueverhältnisses für das Wohl des Beamten und seiner Familie zu sorgen (§ 78 BBG). Das gilt auch gemäß § 45 BeamtStG für die Zeit nach Beendigung des Beamtenverhältnisses. Er schützt die Beamten bei ihrer amtlichen Tätigkeit und in ihrer Stellung. Für Landesbeamte finden sich Regelungen in den Landesbeamtengesetzen. Das Pendant der Fürsorgepflicht ist die Treuepflicht des Beamten.

### Wehrrecht
Zugunsten von Soldaten besteht eine Fürsorgepflicht aus § 31 SG. Danach hat der Bund im Rahmen des Dienst- und Treueverhältnisses für das Wohl des Berufssoldaten und des Soldaten auf Zeit sowie ihrer Familien, auch für die Zeit nach Beendigung des Dienstverhältnisses, zu sorgen. Zur Fürsorge zählt danach auch die Beihilfe.

### Elternrecht
Die elterliche Fürsorgepflicht (gilt für alle Erziehungsberechtigten) bezieht sich auf eine angemessene Versorgungsleistung, deren Ausbleiben zu einer Schädigung der Kinder führt. Fürsorgepflichten der Eltern gegenüber den eigenen Kindern decken „einen grundlegenden, allgemein gültigen und objektiven Bereich menschlicher Bedürfnisse ab“. Diese Fürsorgepflicht lässt sich als Aufgabenverantwortung auffassen, die Eltern aufgrund ihrer spezifischen Rolle zugeschrieben wird. Neben der gegenseitigen Verantwortung der Ehegatten untereinander (§ 1353 Abs. 1 BGB) besteht eine Fürsorgepflicht in der Eltern-Kind-Beziehung. Dazu gehört insbesondere die elterliche Sorgepflicht nach § 1626 BGB, die sich aus Personensorge und Vermögenssorge (§ 1626 Abs. 1 BGB) zusammensetzt. Bei der Ausübung steht das Kindeswohl im Vordergrund (§ 1627 BGB). Außerdem schulden sich Eltern und Kinder gemäß § 1618aBGB einander Beistand und Rücksicht. Auch die Unterhaltspflichten (etwa aus § 1360 BGB) gehören zur familiären Solidarität.

### Lehrer
Die Fürsorgepflicht des Lehrers bezeichnet die Pflicht, zum Wohlergehen der Schüler und Schulpflichtigen Sorge zu tragen. Die Fürsorge- und Obhutspflicht sind Amtspflichten von Lehrern (Art. 34 Satz 1 GG). Die Primärverantwortung der Lehrer sind Pflichten, Schulkinder vor Schäden in Gesundheit und Vermögen wie auch vor Verletzung anderer grundrechtlich geschützter Güter zu bewahren. Die Amtspflicht besagt außerdem, dass sich jede Lehrkraft bei ihrer Amtsausübung sämtlicher Eingriffe in die Persönlichkeitsrechte zu enthalten hat. Das schließt das bürgerliche Recht in § 823 Abs. 1 BGB, das u. a. die allgemeinen Persönlichkeitsrechte der Kinder beinhaltet, mit ein.
Die Fürsorgepflichten der Lehrer gegenüber ihren Schülern ergeben sich aus den Schulgesetzen der Bundesländer, etwa gemäß § 42 Abs. 6 Schulgesetz NRW („die Sorge für das Wohl der Schülerinnen und Schüler“). Sie ergibt sich auch aus der allgemeinen Aufsichtspflicht der Schule, die auf der größeren Schutzbedürftigkeit der Schüler beruht (§ 57 Abs. 1 SchulG NRW).

### Sonstige Fürsorgepflichtige
Eine Fürsorgepflicht haben auch der Vormund (§ 1793 Abs. 1 Satz 1 BGB), Betreuer (§ 1896 Abs. 2 BGB, § 1901 BGB) oder Pfleger (§ 1915 Abs. 1 BGB). Auch im öffentlich-rechtlichen Aufgabenbereich (etwa Jugendarbeiter; Haftung des Aufsichtspflichtigen gemäß § 832 BGB) oder sonstigem privaten Lebensbereich (etwa nichteheliche Lebensgemeinschaft, Patchwork-Familie) können sich solche Pflichten ergeben. Auch die Hilfen zur Erziehung nach § 27 SGB VIII können Fürsorgepflichten auslösen. Beamte des Straf- und Maßregelvollzugs trifft eine Fürsorgepflicht gegenüber Gefangenen, für deren körperliche und geistige Gesundheit ist zu sorgen (§ 56 Abs. 1 StVollzG).

## International
Die Fürsorgepflicht des Arbeitgebers („Dienstgeber“) für Leben und Gesundheit des Dienstnehmers ergibt sich in Österreich aus § 1157 ABGB. Danach hat der Dienstgeber die Dienstleistungen so zu regeln und bezüglich der von ihm beigestellten Räume und Gerätschaften auf seine Kosten dafür zu sorgen, dass Leben und Gesundheit des Dienstnehmers, soweit es nach der Natur der Dienstleistung möglich ist, geschützt werden. In der Schweiz ist die Fürsorgepflicht des Arbeitgebers das Gegenstück zur Treuepflicht des Arbeitnehmers (Art. 321a OR). Sie verpflichtet diesen, den Arbeitnehmern Schutz und Fürsorge zu verschaffen und alles zu unterlassen, was ihren berechtigten Interessen entgegenstehen könnte. Im Vordergrund stehen der allgemeine Schutz der Persönlichkeit der Arbeitnehmer (Art. 328 OR), der Datenschutz (Art. 328b OR), die Gleichstellung von Mann und Frau (Gleichstellungsgesetz), der Vermögensschutz sowie die Ausstellung eines Arbeitszeugnisses (Art. 330a OR).